# Федеральная судебная полиция Мексики
Федеральная судебная полиция (исп. Policía Judicial Federal, сокращённо PJF) — бывший правоохранительный орган Мексики, боровшийся против коррупции и организованной преступности в стране. В последнее десятилетие перед своим роспуском полиция сосредоточилась на борьбе против наркоторговлей.
Федеральная судебная полиция была органом генерального прокурора Мексики в 20 веке, ответственным за расследование преступлений и проступков, а также за сбор доказательств и обеспечение безопасности задержанных до суда. В 1988 году было создано вспомогательное управление Генерального прокурора по расследованиям и борьбе с незаконным оборотом наркотиков с 1500 агентами Федеральной судебной полиции. В 1990 году полиция получило функции межведомственной координации в борьбе с незаконным оборотом наркотиков. В 2001 году Федеральная судебная полиция была заменена Федеральным агентством расследований из-за проблем с коррупцией. 
С декабря 1994 г. по август 1996 г. 1250 агентов, или 22% личного состава организации, были арестованы за связи с наркокартелями. В 1980-е годы также сообщалось, что высокопоставленные чиновники и начальники судебной полиции были в союзе с картелем Гвадалахары.

## История
Судебная полиция (Policia Judicial) была создана президентом Порфирио Диасом 27 ноября 1908 года для оказания помощи Генеральной прокуратуре в следственных задачах и исполнении судебных постановлений.
1 октября 1934 года полиция сменила название на Федеральную судебную полицию.
В 1984 году, во время президентства Мигеля де ла Мадрида, полиция была выведена из-под контролем Генеральной прокуратуры, и были установлены руководящие принципы деятельности Федеральной судебной полиции.
В июле 1991 года на полицию были возложены координирующие функции в борьбе с незаконным оборотом наркотиков. После усиления борьбы с наркотарговцов полиция в 1993 году снова стала частью Генеральной прокуратуры, которая с 1996 года постоянно контролировала ее деятельность.
Во время восстания в Чьяпасе агенты судебной полиции были обвинены пленниками-сапатистами в пытках и избиениях с их стороны в федеральных тюрьмах.
В эпоху Висенте Фокса было принято решение распустить судебную полицию после многочисленных коррупционных скандалов в организации и создать новое государственное учреждение в виде американского ФБР, так на его месте было создано Федеральное агентство расследований. Предпосылкой для роспуска судебной полиции послужили тесные связи между федеральными агентами и наркоторговцами на северо-востоке страны и многочисленные случаи коррупции в силовых структурах. 
Агентство было официально распущено 30 октября 2001 года.